# N,N-Dimetyloanilina
N,N-Dimetyloanilina – organiczny związek chemiczny z grupy trzeciorzędowych amin aromatycznych, N,N-dimetylowa pochodna aniliny. Stosowana jako rozpuszczalnik oraz do syntez organicznych.